# Voies navigables de France
Voies navigables de France (en català Vies navegables de França, VNF) és un organisme públic francès (l'antic Office national de la navigation) que s'encarrega de gestionar la xarxa de vies navegables de França. El patrimoni que administra comprèn 6.700 km de vies navegables, de les quals 3.800 km són canals i 2.900 són rius, a més també té cura de 419 preses, 1.602 rescloses i també una àrea funcional de 800 km².
La xarxa de vies navegables franceses es reparteix en diferents conques: Sena, Nord (Escaut), Mosel·la, el Rin, el Roine, Loira inferior, el Canal del Migdia… unides per canals de petit calat. El territori que serveix se situa principalment al nord-est de França i representa una quarta part de la superfície d'aquest.
Les vies de gran calat (més de 1000t) representen una llargada de 1020 km, però són trams i no s'uneixen per vies de gran calat. El projecte d'unió entre el Sena i l'Escaut vol unir la conca parisenca amb la xarxa fluvial del nord i del Benelux per un canal de gran calat. El manteniment del Canal del Roine al Rin va ser abandonat al juny de 1997 per Dominique Voynet, ministre de política territorial i del medi ambient. L'enllaç Sena-Est es va estudiar durant la dècada de 1990, però sense solució de continuïtat.
La seu de l'organisme es troba a Béthune. A partir d'una nova llei el 2012 Voies navigable de France pot produir electricitat sempre que no dificulti la navegació.